# Paul Broca

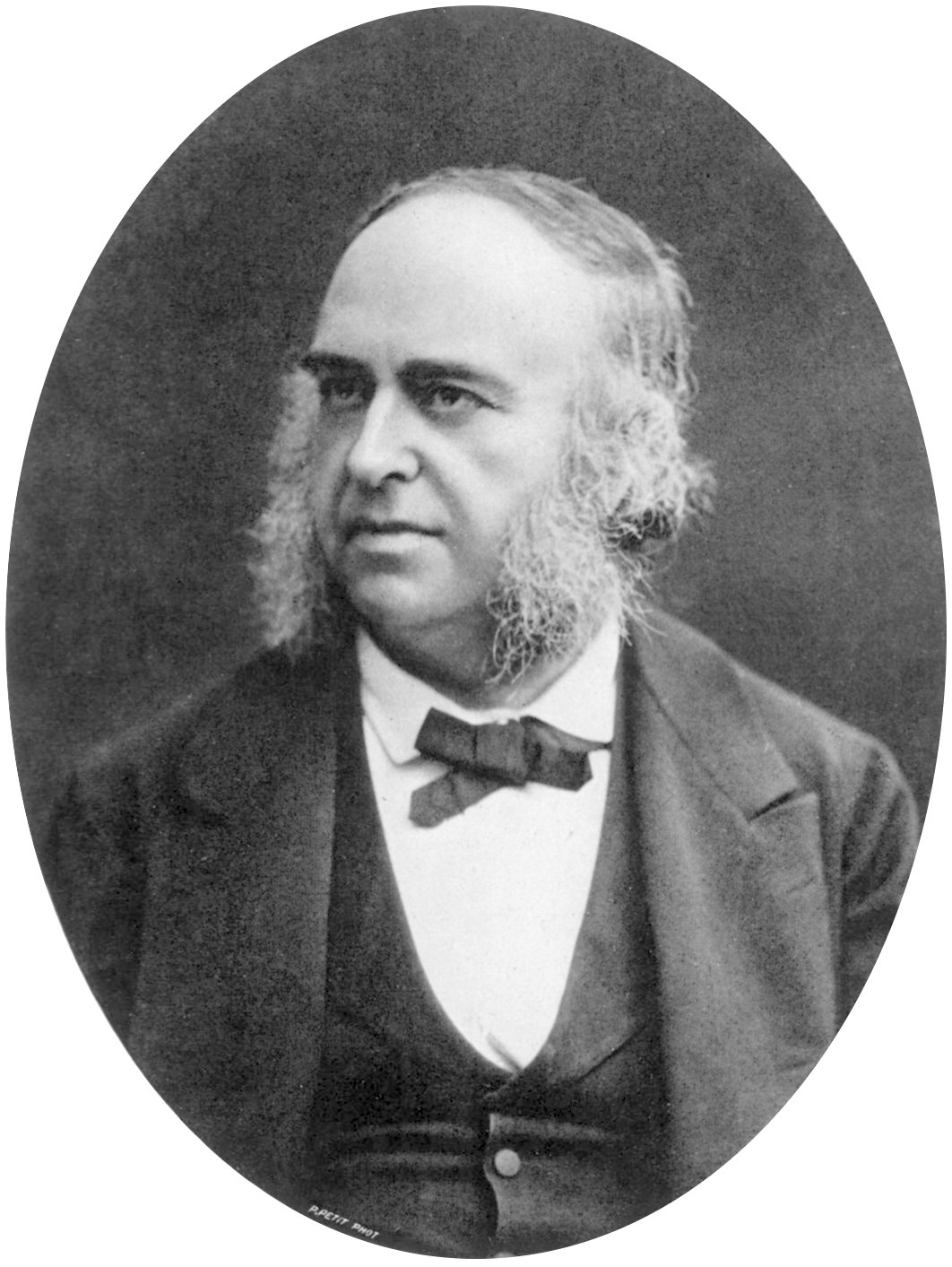
Pierre Paul Broca

Pierre Paul Broca (ur. 28 czerwca 1824 w Sainte-Foy-la-Grande, zm. 9 lipca 1880 w Paryżu) – francuski chirurg i antropolog. Jeden z twórców antropologii, ogłaszał także prace z dziedziny chirurgii dziecięcej i anatomii patologicznej. W 1861 roku odkrył w mózgu ośrodek mowy artykułowanej (ośrodek Broki). W 1859 powołał w Paryżu pierwsze w świecie naukowe towarzystwo antropologiczne, a w 1872 założył pierwsze w świecie czasopismo poświęcone antropologii. Jego nazwisko pojawiło się na liście 72 nazwisk na wieży Eiffla.